# Saint-Maur, Cher
Saint-Maur là một xã trong tỉnh Cher, thuộc vùng hành chính Centre-Val de Loire của nước Pháp, có dân số là 295 người (thời điểm 1999). Saint-Maur là một nơi trồng nhiều nho.

## Thông tin nhân khẩu
| 1962 | 1968 | 1975 | 1982 | 1990 | 1999 |
| ---- | ---- | ---- | ---- | ---- | ---- |
| 384  | 445  | 396  | 329  | 287  | 295  |